# Homelix annuliger
Homelix annuliger là một loài bọ cánh cứng trong họ Cerambycidae.